# ناحیه لیتسن
ناحیه لیتسن (به آلمانی: Liezen District) یک منطقهٔ مسکونی در اتریش است که در اشتایرمارک واقع شده‌است. ناحیه لیتسن ۷۹٬۵۳۵ نفر جمعیت دارد.